# Атомний підводний човен з балістичними ракетами

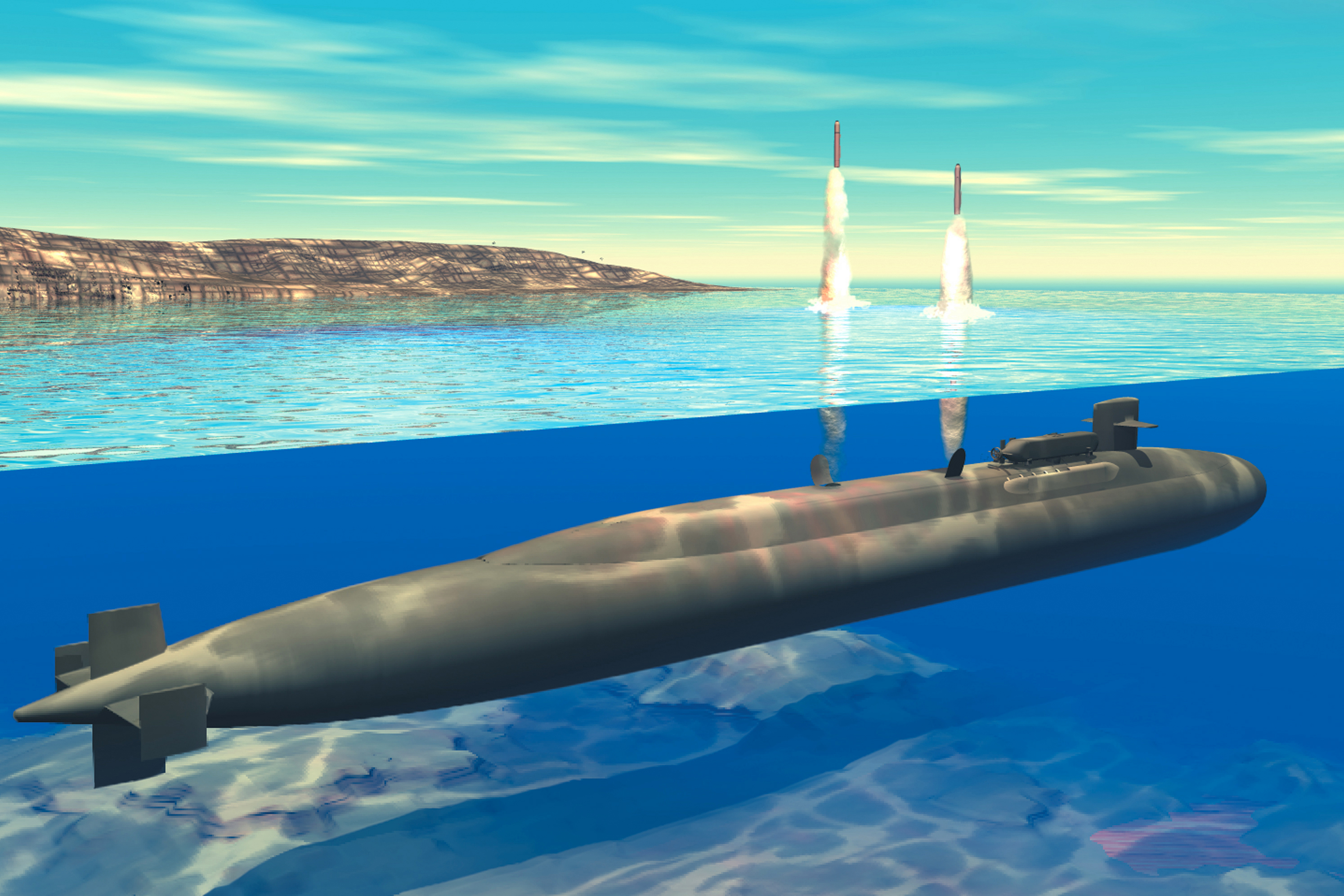
Запуск ракет з ПЧАРБ типу «Огайо» (3D-зображення)

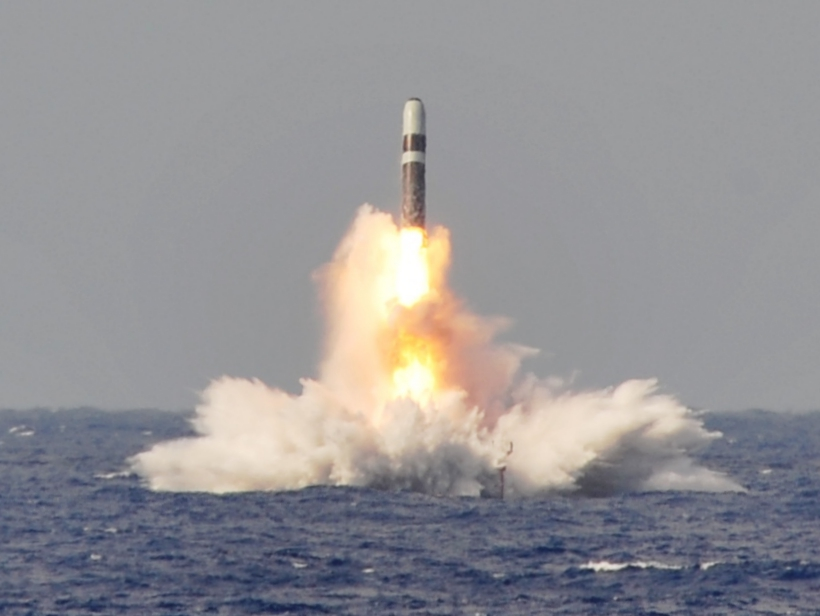
Пуск БРПЧ «Трайдент-II» ПЧАРБ «Західна Вірджинія» ВМС США, 2 червня 2014

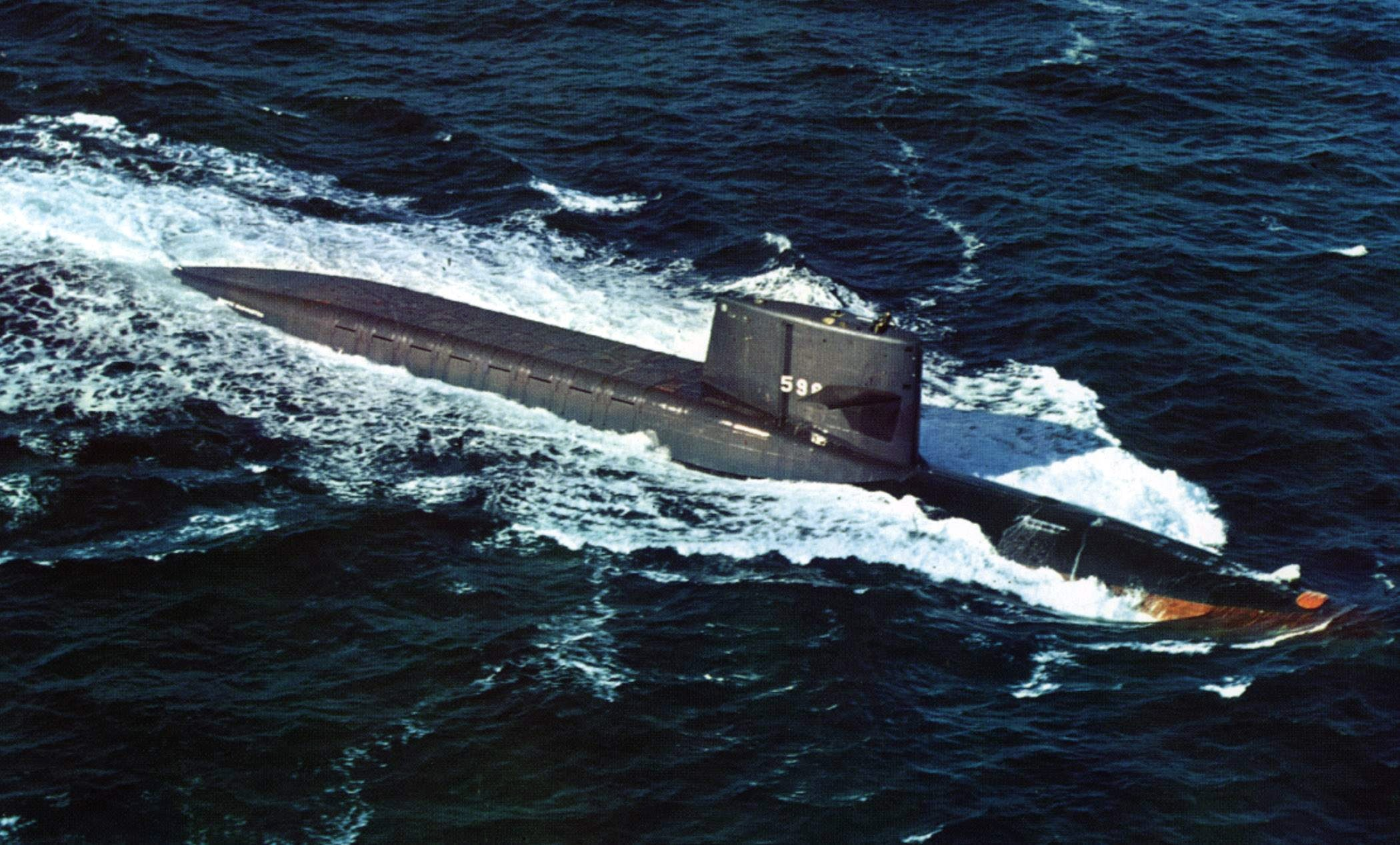
ПЧАРБ ВМС США — перший представник морської складової ядерної тріади. Увійшов у склад флоту 9 червня 1959

Атомний підводний човен з балістичними ракетами (абр. ПЧАРБ — Підводний Човен Атомний з Ракетами Балістичними, англ. SSBN) — клас атомних підводних човнів, основним озброєнням яких є балістичні ракети стратегічного призначення «корабель-земля» (БРПЧ). Призначені для ураження важливих об'єктів — адміністративних, економічних і військово-промислових центрів, військово-морських баз, портів та інших стратегічних цілей. Мають ядерну енергетичну установку і балістичні ракети морського базування великої (міжконтинентальної) дальності, які призначені для завдання ракетно-ядерних ударів по території противника, здійснюючи плавання в будь-яких районах світового океану, зокрема з арктичних районів, приховано, не спливаючи в надводне положення.
Морська складова стратегічної ядерної тріади. Виникли як клас у 1950—1960-х роках із появою ракетної і ядерної техніки. Бойові можливості ПЧАРБ постійно зростали з розробкою досконаліших ракетно-ядерних комплексів — збільшувалися масогабаритні характеристики БРПЧ, дальність їх польоту, ефективність ураження цілей. Головні частини ракет із ядерним зарядом потужністю до 100—350 кт, моноблокові на перших підводних ракетоносцях, на сучасних ПЧАРБ стали роздільними, з 3—10 бойовими блоками індивідуального наведення, дальність стрільби перевищила 11 тисяч кілометрів, точність попадання досягла КІВ 90—120 м.
Застосовуються як самостійно, так і в складі угруповань підводних човнів та різнорідних сил флоту. Крім основного озброєння, — стратегічних балістичних ракет, — мають на озброєнні ефективні засоби боротьби з протичовновими силами, засоби спостереження, зв'язку й управління, навігації, запобігання несанкціонованому доступу до ракетно-ядерної зброї, інші радіоелектронні, обчислювальні і технічні засоби.
Сьогодні в усьому світі експлуатується понад три десятки ПЧАРБ. Флоти усіх держав, що розпочали експлуатацію атомних підводних човнів з міжконтинентальними балістичними ракетами під час «холодної війни», мають ці системи озброєння й досі. Це разом з ВМС США та ВМФ Росії — наступника ВМФ СРСР, є ВМС Великої Британії, Франції і Китаю. 2016 року поставила на озброєння свій перший ПЧАРБ Індія. За повідомленнями, у 2012—2015 роках підводний човен оснащений балістичними ракетами збудувала Північна Корея.
Відповідно до стандарту НАТО STANAG 1166 класифікуються як SSBN (англ. Ship Submersible, Ballistic missile, Nuclear powered). Утім, існують і інші позначення — у ВМС Франції позначаються як SNLE (фр. Sous-marin Nucléaire Lanceur d'Engin); у ВМФ СРСР і Росії починаючи з проєкту 667А називаються ракетними підводними крейсерами стратегічного призначення (рос. РПКСН).

## Історія створення і еволюції
В 1950-х роках головним засобом доправлення ядерної зброї була авіація, внаслідок чого у ці часи особлива увага приділялася розвитку авіаносної авіації і ударних авіаносців, які стали основою ударних сил флотів розвинених країн. Утім, з появою на озброєнні армій світу балістичних ракет з ядерними боєголовками стратегічне значення флотів посилилося: Світовий океан став маневровим стартовим майданчиком для запуску БР, спрямованих на важливі об'єкти в глибині території противника. Здатність військово-морських сил виконувати стратегічні завдання по ядерному стримуванню стала визначним фактором розвитку флотів. Головну роль при цьому стали відігравати підводні човни — гонка ракетно-ядерних озброєнь періоду холодної війни призвела до появи у 1960-х роках нового класу носіїв ядерних балістичних ракет — підводних човнів із балістичними ракетами. З появою на озброєнні ПЧАРБ, флоти стали видом збройних сил, здатним здійснювати безпосередній вплив на перебіг ядерної війни. Одночасно зросла роль і надводних кораблів, які забезпечують бойову діяльність ракетних підводних човнів і протидіють підводним ракетоносцям противника.

### Ядерне протистояння США і СРСР на морі

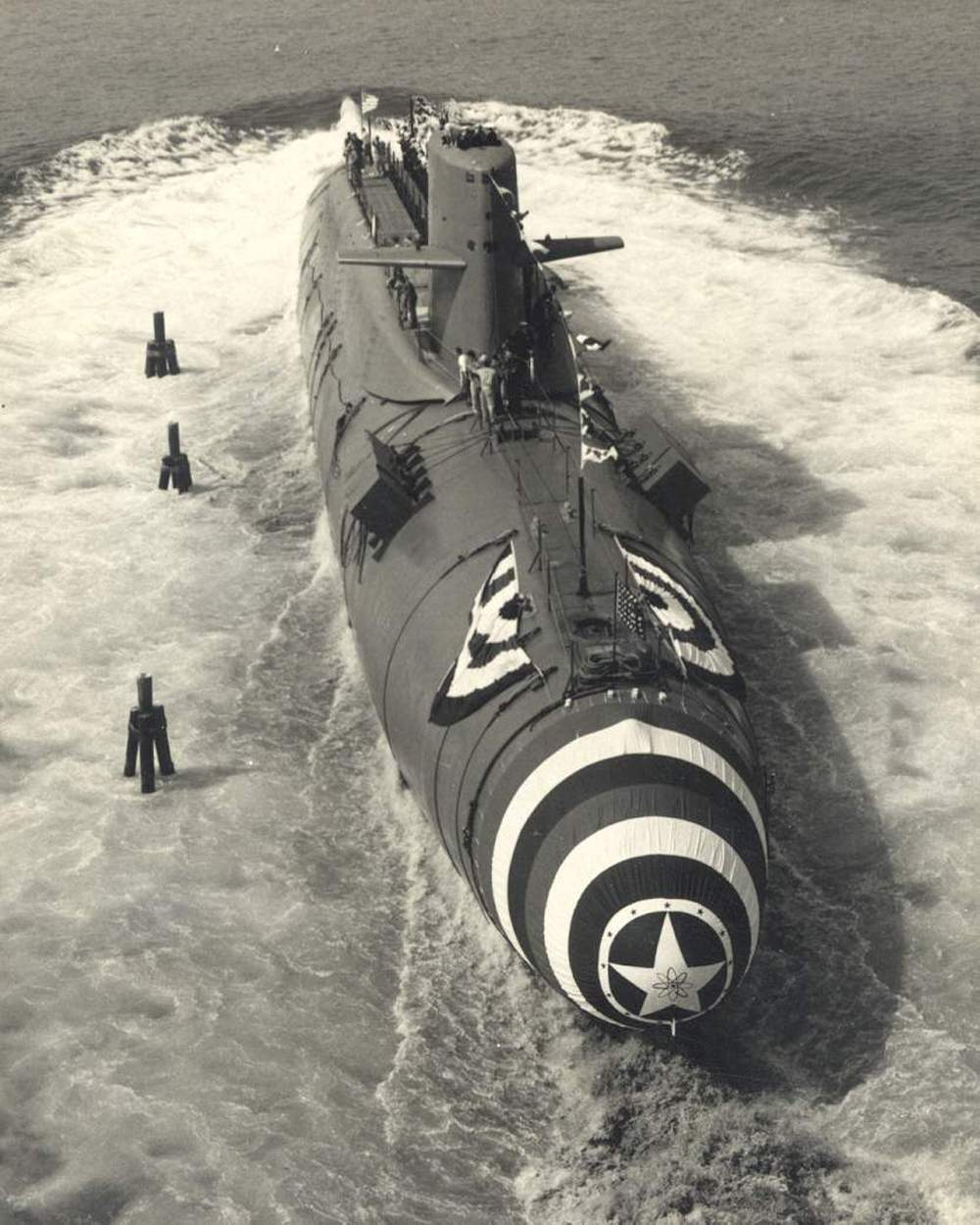
Спуск на воду ПЧАРБ «Патрік Генрі» типу «Джордж Вашингтон». 22 вересня 1959

Першим у світі проєктом ПЧАРБ стала серія з п'яти американських атомних підводних човнів з балістичними ракетами типу «Джордж Вашингтон», які увійшли до складу ВМС США у 1959–1961 роках. Вони мали на озброєнні 16 шахтних пускових установок БРПЧ «Поларіс А1». Підводні човни «Джордж Вашингтон» створювались на базі торпедного прототипу — багатоцільових атомних підводних човнів типу «Скіпджек». До проєкту були внесені лише ті зміни, що були пов'язані з розміщенням ракетної зброї — корпуси п'яти недобудованих човнів типу «Скіпджек» розрізали між другим і третім відсіками, і вставили 40-метровий ракетний відсік із 16 шахтами для ракет «Поларіс», розташованими в два ряди відносно діаметральної площини корабля позаду огорожі висувних пристроїв і міцної рубки. Безперечно, це був компроміс, але він дозволив США в найкоротші терміни реалізувати програму розвитку своїх морських ядерних сил. Загальне компонування човнів «Джорж Вашингтон» з вертикальними шахтами за рубкою, посередині човна, стало класичним для усіх човнів цього класу.
Одночасно з будівництвом п'яти човнів типу «Джорж Вашингтон», Electric Boat Division у 1957—1959 роках вели роботи над проєктом ПЧАРБ типу «Етен Аллен», який став першим спеціально розробленим американським атомним підводним човном з балістичними ракетами. За своєю суттю він був розвитком проєкту «Джорж Вашингтон», однак і «Етен Аллен» не в усьому задовольняв командування ВМС США, тож поки йшло будівництво перших десяти ПЧАРБ обох проєктів, був розроблений проєкт ще досконалішого корабля цього класу типу «Лафаєт», який зрештою став основою для будівництва наступних типів американських ПЧАРБ другого і третього поколінь. Радянський Союз зміг протиставити їм лише підводні човни проєкту 658 з трьома балістичними ракетами Р-13 (Р-21 у проєкті 658М). Будівництво першого радянського атомного підводного ракетоносця проєкту 658 розпочалося у вересні 1958 року. Більшість технічних рішень, деталі і вузли були запозичені від першого радянського атомного підводного човна проєкту 627, основна відмінність полягала у врізці четвертого (ракетного) відсіку. Порівняно з «Джордж Вашингтон», перший радянський ПЧАРБ мав вищі швидкості надводного і підводного ходу і більшу глибину занурення, при цьому значно поступався по шумності і характеристикам засобів висвітлення підводної обстановки, втім ці недоліки були і залишаються притаманними радянським/російським атомним підводним човнам і досі.
Згодом на озброєння ВМС США надійшли ПЧАРБ другого і третього поколінь на базі «Лафаєт» типів «Джеймс Медісон» та «Бенджамін Франклін». Всього було побудовано 31 корабель — дев'ять човнів типу «Лафаєт», десять «Джеймс Медісон» і дванадцять «Бенджамін Франклін», озброєних ракетами «Поларіс А3». Таким чином, у 1957—1967 роках США змогли створити ефективне угруповання морських стратегічних ядерних сил — 41 ПЧАРБ, які протягом життєвого циклу могли переозброюватися досконалішими балістичними ракетами з більшою дальністю польоту.

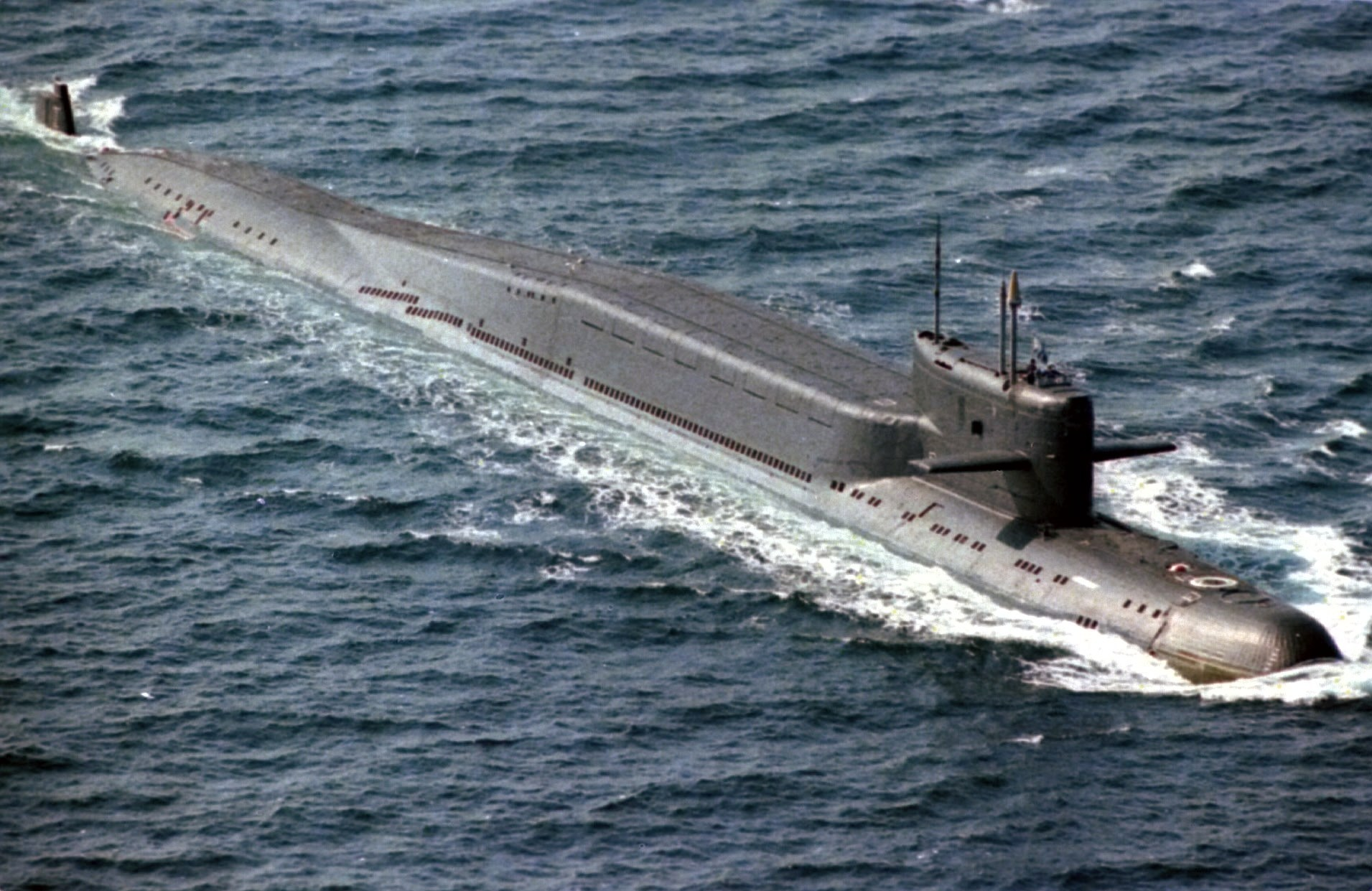
Радянський РПКСП проєкту 667БД побудови першої половини 1970-х. Фото 1997 року

Другий етап розвитку морських стратегічних ядерних сил США пов'язаний з розробкою БРПЧ сімейства «Трайдент». Роботи над створенням носія для ракет «Трайдент I С-4» — ПЧАРБ типу «Огайо» були розпочаті в 1968 році, втім будівництво човнів цього типу розпочали тільки у 1976 році, адже до середини 1970-х у складі ВМС була достатня кількість ПЧАРБ типу «Лафаєт», які могли бути порівняно швидко і при мінімальних витратах озброєні ракетами «Трайдентами» — військово-стратегічної доцільності розгортати будівництво нової серії атомних підводних човнів не було. 1997 року було закінчено передачу флоту усіх човнів цього типу, у кількості 18 одиниць. З 2002 року це єдиний тип атомних підводних човнів з балістичними ракетами, які є на озброєнні ВМС США. ПЧАРБ «Огайо» вважаються одними з найбезшумніших у світі. Однак унікальність їх полягає насамперед в складі розміщеної на борту ядерної зброї — 24 балістичних ракети «Трайдент II» з 8-14 термоядерними бойовими блоками кожна.
На противагу їм у СРСР почали будувати підводні човни з шахтними пусковими установками різних модифікацій проєкту 667 (667А, 667Б, 667БД, 667БДР, 667БДРМ), які у ВМФ СРСР були виділені в окремий клас «ракетні підводні крейсери стратегічного призначення» (РПКСП). До кінця 1980-х років у складі ВМФ СРСР налічувалося 64 атомні підводні човни з балістичними ракетами. В середньому радянські РПКСП виходили на бойове патрулювання в 4—5 разів рідше, ніж американські ПЧАРБ, що було пов'язано з неадекватною кількості корабельного складу інфраструктурою базування і обслуговування, а так само низькою технічною надійністю ядерних енергетичних установок радянських підводних човнів. Це не дозволяло використовувати кораблі з необхідною інтенсивністю, а через вироблення технічного ресурсу і затримки у проведенні ремонтів, вело до накопичення їх у не боєготовому резерві.
Радянські морські стратегічні ядерні сили, що розвивались екстенсивним шляхом, до середини 1970-х років досягли кількісного паритету з морськими силами ядерного стримування США за кількістю ПЧАРБ і БРПЧ; однак морська складова ядерної тріади США, розвиваючись інтенсивним шляхом, за якісними показниками завжди випереджала СРСР.
З моменту розпаду СРСР до середини 2000-х років кількість стратегічних атомних ракетоносців у складі ВМФ Росії скоротилося приблизно вдесятеро. З 2016 року в стані боєготовності в складі «ракетно-ядерних сил» його Північного і Тихоокеанського флотів налічується 7 РПКСП проєктів 667БДР і 667БДРМ, побудованих у 1979—1990 роках. Найновіші і найпотужніші важкі атомні ракетні підводні крейсери проєкту 941 (роки побудови 1981—1989) виведені зі складу дієвого флоту, за винятком одного, який використовується в небойових цілях.

### ПЧАРБ у флотах інших країн світу

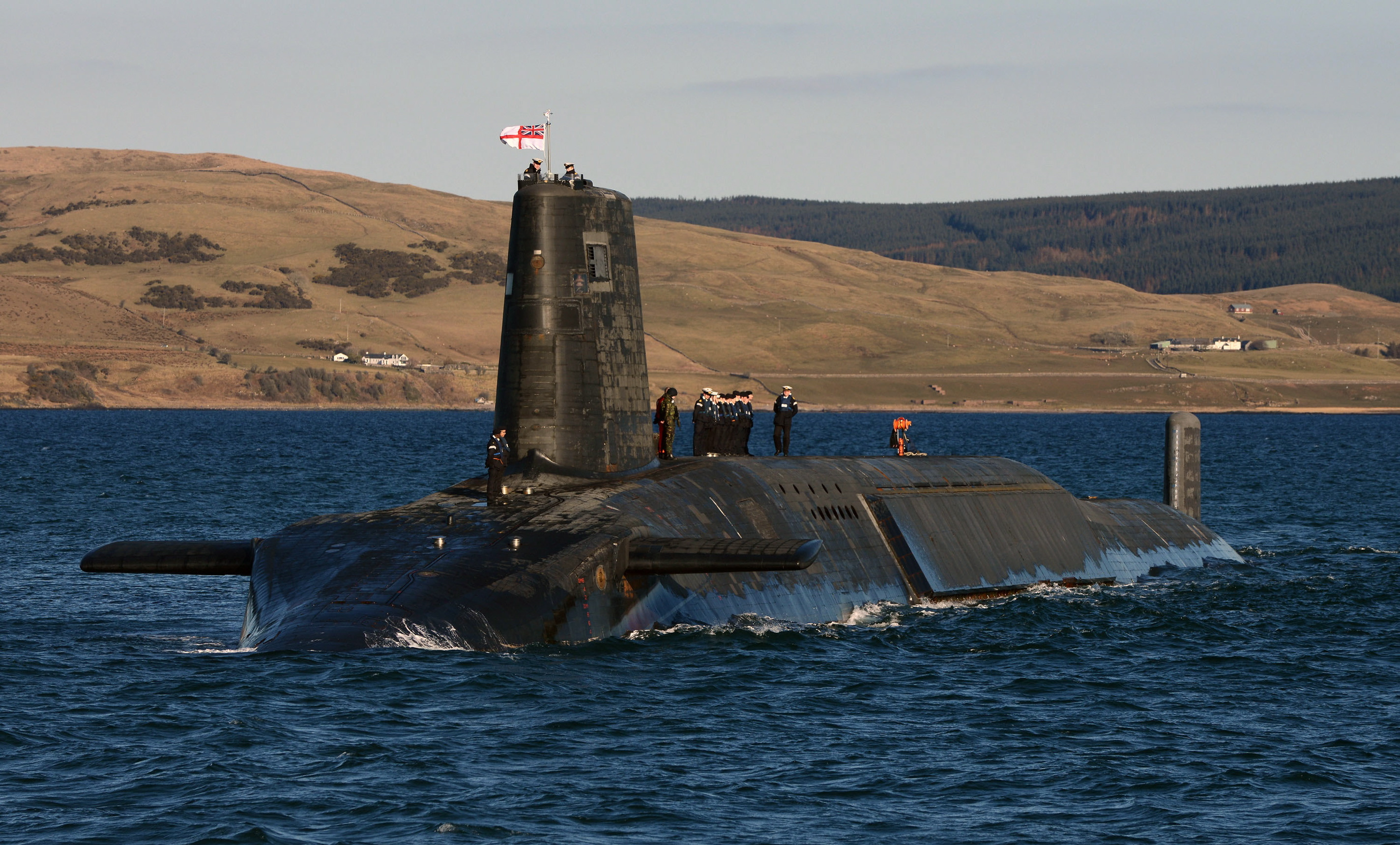
ПЧАРБ «Вікторіус» типу «Вангард» ВМС Великої Британії. Квітень 2013

Велика Британія проєктні роботи з будівництва власного атомного підводного човна з балістичними ракетами розпочала на початку 1960-х років. Велику допомогу своєму стратегічному союзнику в цьому питанні надали США — за основу британського проєкту була взята американська ПЧАРБ типу «Лафайєт», а в якості БРПЧ — «Поларіс А3». Будівництво серії з чотирьох підводних човнів типу «Резолюшен» розпочалося у 1963 році, а у жовтні 1967 року головний човен серії Resolution (S22) був переданий флоту.
Бойове патрулювання з виходом в Північну Атлантику британські ракетоносці розпочали у 1969 році. У мирний час постійно в морі мали перебувати до двох ПЧАРБ. Оперативне управління підводними човнами здійснював заступник Верховного головнокомандувача ОЗС НАТО в Атлантиці в Східно-Атлантичному регіоні (COMEASTLANT), яким завжди був британський адмірал.
15 жовтня 1980 року уряд Великої Британії ухвалив рішення про створення нових ПЧАРБ типу «Вангард» під БРПЧ «Трайдент II». Перший «Вангард» — HMS Vanguard (S28) увійшов до складу флоту в 1993 році. Втім човни типу «Резолюшен» залишалися на озброєнні до середини 1990-х років, поки поступово були замінені досконалішими «Вангардами». В 2030 роках «Вангарди» мають бути замінені перспективними ПЧАРБ типу «Дредноут», закладка головного з яких відбулася у 2016 році.

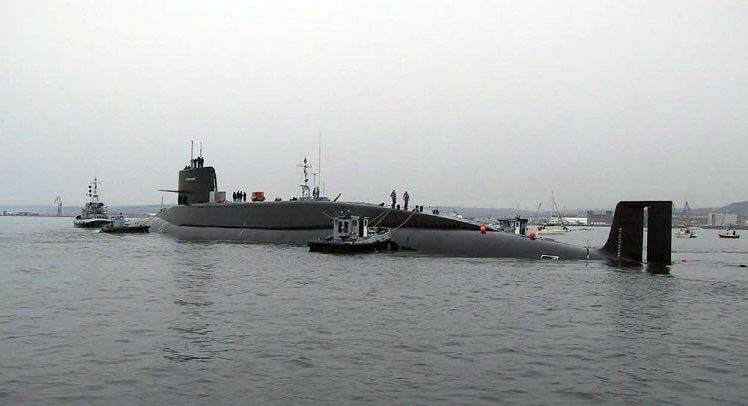
Французька ПЧАРБ «Редутабль» після списання. Фото 2005 року

Франція розпочала розробку власного атомного стратегічного підводного човна приблизно в той же період. Втім, внаслідок її виходу з військової організації НАТО вимушена була будувати ПЧАРБ самотужки, без американської допомоги в цій галузі. Підводні човни типу «Редутабль» хоча й схожі за конструкцією і оснащенням на ПЧАРБ типу «Лафайєт», втім є цілком самостійним проєктом з атомним реактором власної розробки і власними БРПЧ M1. Головний ПЧАРБ з серії в шість одиниць — Redoutable (S611) був закладений у 1964 році. Його будівництво тривало близько восьми років — п'ять років стапельне, потім півтора року добудови на плаву і стільки ж відпрацювання обладнання перед введенням корабля в бойовий склад флоту. У січні 1972 року «Редутабль» вперше вийшов на бойове патрулювання.
Починаючи з 1987 року в ході планових капітальних ремонтів, усі човни проєкту, крім «Редутабль», виведеної в 1991 році з бойового складу, були модернізовані і переоснащені ракетами M4 з роздільною головною частиною. Останній човен цього типу виведений зі складу ВМС Франції у 2008 році — починаючи з 1997 року їх замінили чотирма ПЧАРБ типу «Тріумфан» — французьким аналогом «Огайо». Перші «Тріумфани» спочатку оснащувалися ракетами «проміжного типу» M45. Втім останній, Le Terrible (S619), озброєний вже шістнадцятьма БРПЧ М51.1, які за своїми габаритними характеристиками і бойовими можливостями порівняні з «Трайдент II».
Китай розпочав роботи над проєктом власного атомного підводного човна з балістичними ракетами тільки в 1970-х роках. Перший китайський ПЧАРБ, який виконує дослідно-експериментальні функції, — єдиний проєкт 092 «Ся» був закладений у 1978 році, спущений на воду 30 квітня 1981, однак через виниклі технічні труднощі переданий флоту тільки у 1987 році. Основою для його створення став проєкт багатоцільового атомного підводного човна 091 «Хань», ракетний відсік 092 проєкту має 12 шахтних пускових установок двоступеневих твердопаливних балістичних ракет JL-1.

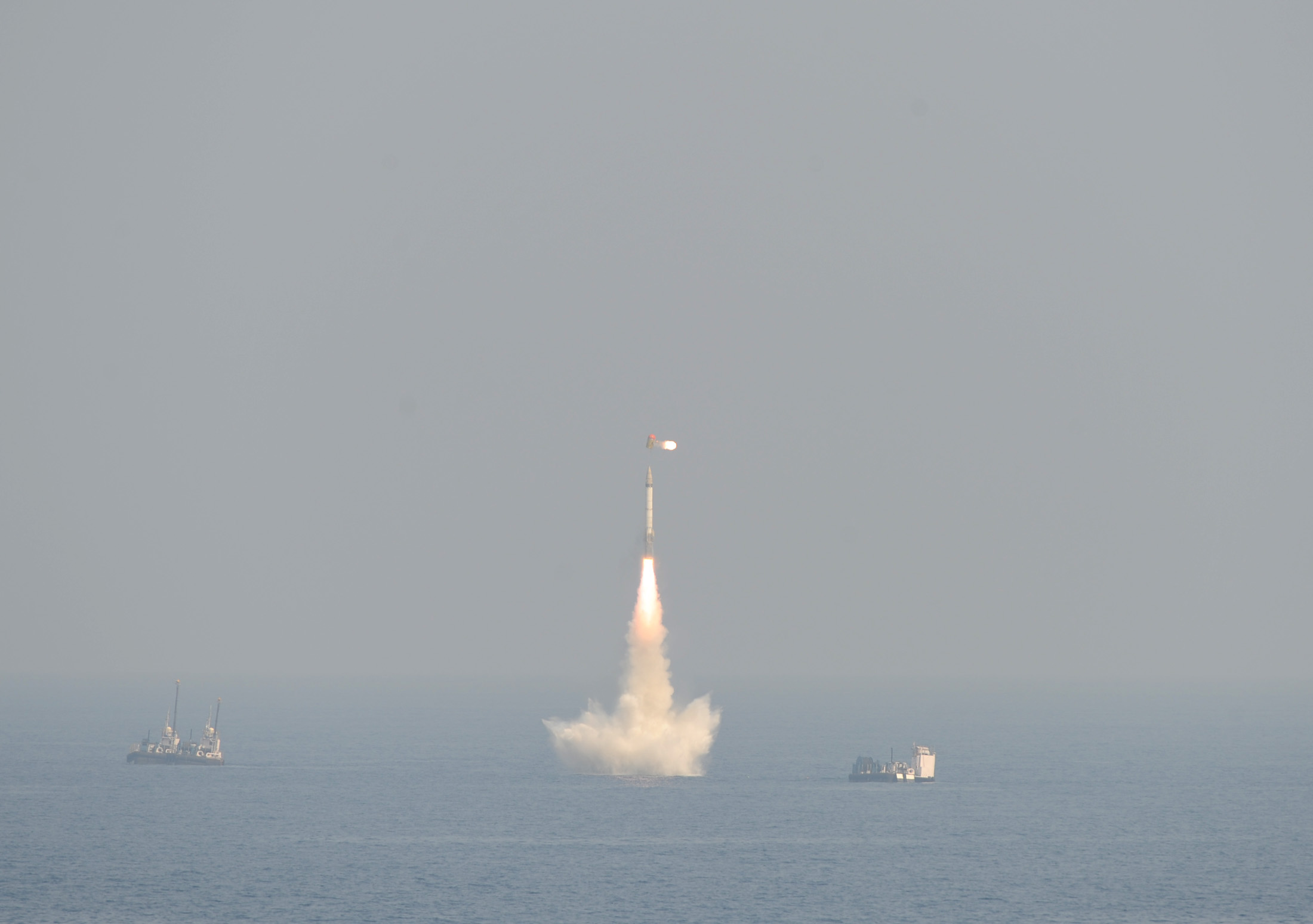
Морський старт індійської БРПЧ K-15 Sagarika. Січень 2013

З 2000-х років на озброєння НВАК надходять підводні човни проєкту 094 «Цзинь», ззовні дуже схожі на радянські атомні ракетоносці проєкту 667БДРМ. Перший ПЧАРБ цього проєкту формально переданий флоту у 2004 році. А в березні 2010 року, за даними китайських ЗМІ, на воду було спущено вже шостого за рахунком підводного човна цього типу. За деякими даними введення в дію всіх ПЛАРБ 094 «Цзинь» затримується через неготовність ракетного комплексу JL-2.
Індія свій перший ПЧАРБ «Аріхант» спустила на воду у липні 2009 року. Конструкція індійського атомного ракетоносця багато в чому повторює радянський атомний підводний човен проєкту 670 — човен цього типу К-43 з січня 1988 року до квітня 1992 року передавався СРСР в оренду індійським ВМС. Човен переданий флоту в серпні 2016 року. «Аріхант» — перший атомний підводний човен побудований в Індії. Військово-морські сили планують в найближчому майбутньому мати шість ПЧАРБ цього типу. Основним озброєнням індійських підводних човнів має бути 12 БРПЧ K-15.
Північна Корея також намагається долучитись до «клубу ядерної тріади». До 2015 року існували лише супутникові знімки північнокорейських підводних човнів — ймовірних носіїв БРПЧ типу «Сінпо». Як повідомляли ЗМІ, КНДР 23 серпня 2016 року підводний човен «Сінпо» здійснив перший пуск балістичної ракети KN-11. Повідомлялося також, що КНДР будує ще декілька підводних човнів цього типу, визначивши їх як «Сінпо-В» клас.

## Особливості конструкції ПЧАРБ

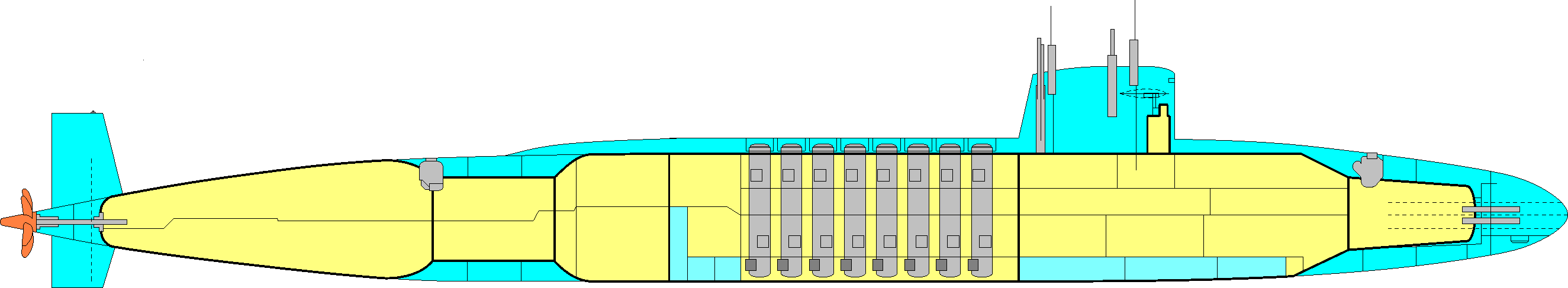
«Класичне» компонування ПЧАРБ. Схематичний план човна типу «Лафаєт» ВМС США.
Шахтні пускові установки (ракетний відсік) розташовані позаду рубки, за ними — реакторний відсік

З технічної точки зору атомні підводні човни з балістичними ракетами є по суті звичайними атомними підводними човнами, оснащеними додатковим відсіком, призначеним для завантаження, транспортування, обслуговування і запуску балістичних ракет підводних човнів — основного ударного озброєння, носієм якого і є ПЧАРБ. Усі інші відмінності випливають з цього або тісно пов'язані з цим.
При «класичному» компонуванні човна ракетний відсік розташований позаду міцної рубки і населених відсіків і попереду машинного відділення з ядерним реактором. Таке конструкційне рішення дозволяє максимально убезпечити екіпаж підводного човна від шкідливих факторів впливу ядерного випромінювання. В основу проєктів перших атомних підводних човнів із балістичними ракетами взагалі брались багатоцільові атомні підводні човни, в яких між рубкою і реактором врізався ракетний відсік: прототипом американських ПЧАРБ типу «Джордж Вашингтон» був багатоцільовий атомний підводний човен типу «Скіпджек», в який був врізаний 40-метровий відсік з шістнадцятьма шахтними пусковими установками БРПЧ. Утім, у процесі еволюції ПЧАРБ зустрічались й інші конструкторські рішення — прототипом радянських ракетоносців 658-го проєкту були перші в СРСР атомні підводні човни проєкту 627. Обмежена ширина корпусу і великі габарити радянських балістичних ракет Р-13 і їх стартових пристроїв допускали установку ракетних шахт тільки в один ряд, ракети не поміщалися в корпусі і за висотою — верхні частини ракетних шахт були розташовані в огородженні легкої рубки разом з висувними пристроями. Цікаве конструктивне рішення було застосоване і в найбільшому у світі ПЧАРБ — важкому атомному ракетному підводному крейсері проєкту 941: човен має не один міцний корпус, а два розташовані паралельно; в носовій частині корабля, між міцними корпусами, розташовані два ряди пускових установок БРПЧ Р-39 комплексу Д-19.

Французькі БРПЧ M45 і M51 в шахтах (поперечний розріз ПЧАРБ)
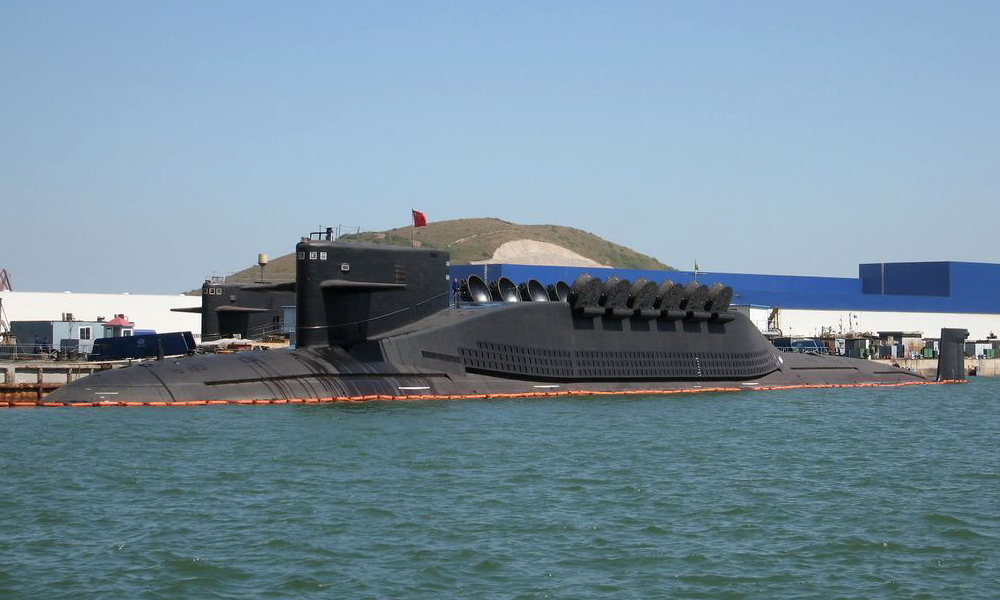
Китайська ПЧАРБ типу «Цзинь» з відкритими шахтними пусковими установками
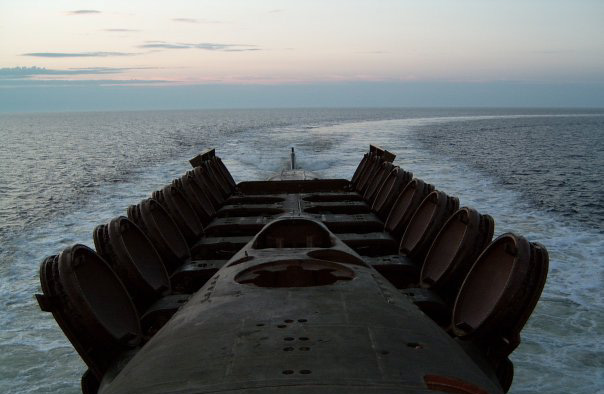
Відкриті ракетні шахти на радянському РПКСП проєкту 667БДР
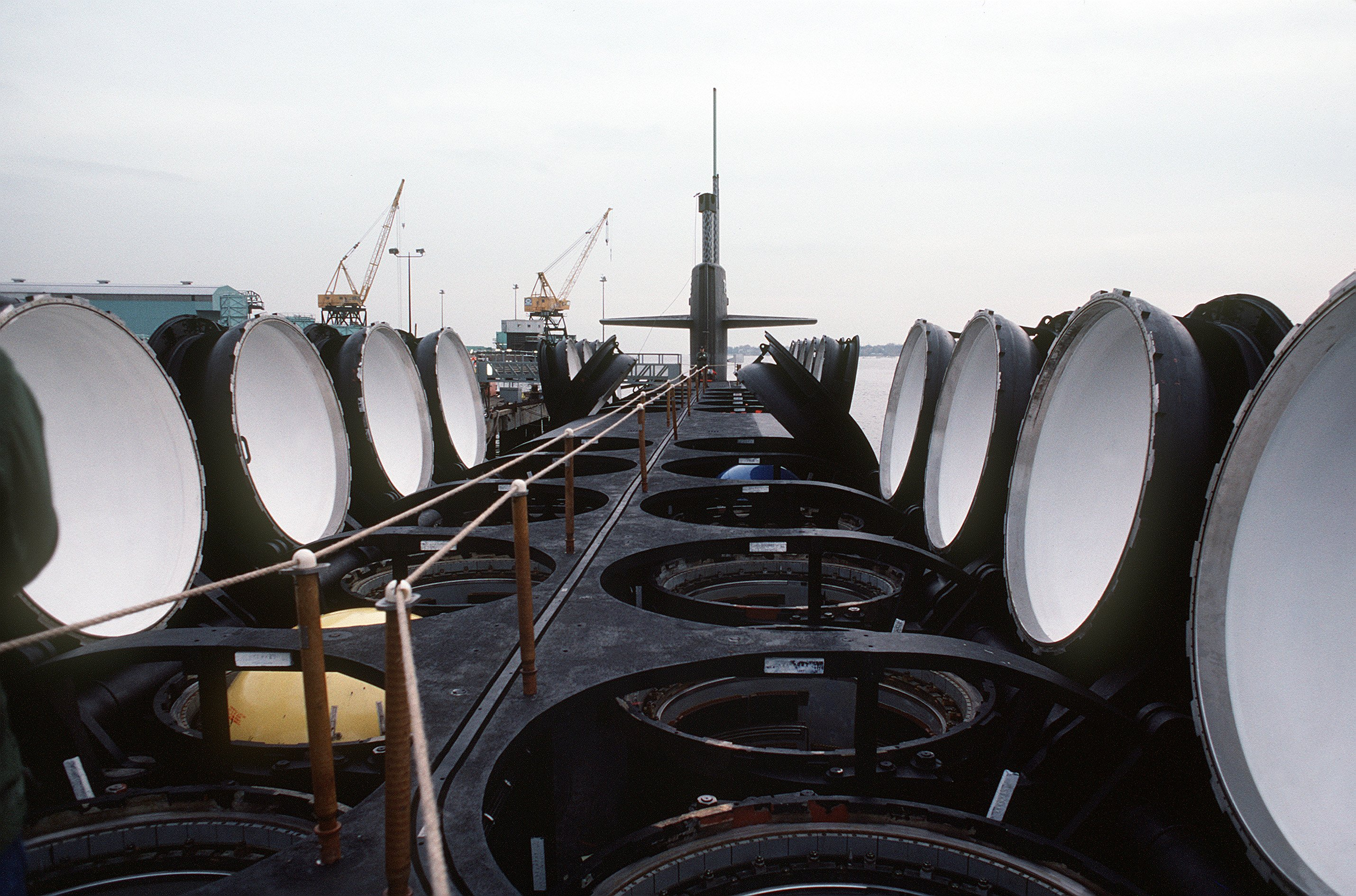
Технічне обслуговування пускових установок ПЧАРБ «Огайо» ВМС США

Основне завдання атомних підводних човнів з балістичними ракетами — приховане доправлення БРПЧ в райони їх пуску і здійснення раптового ракетно-ядерного удару по життєво важливих об'єктах противника. Тому визначальними тактико-технічними характеристиками ПЧАРБ є не швидкість ходу та маневровість, можливість вести двобій з іншими підводними човнами та надводними кораблями противника, а здатність тривалий час приховано переміщуватись під водою не виявляючи себе, малошумність, низький рівень власних фізичних полів. Важливою характеристикою є також стійка здатність впевнено отримувати сигнали бойового управління на застосування ракетно-ядерної зброї не демаскуючи себе.
Інша група характеристик пов'язана з тактико-технічними даними ракетного комплексу — це дальність польоту, кількість і потужність бойових блоків балістичних ракет, їх кругове ймовірне відхилення. Немаловажною характеристикою ПЧАРБ і їх ударних комплексів є здатність здійснювати запуск ракет не спливаючи на поверхню, з-під води — як правило пуск ракет з підводного положення (виштовхування їх на поверхню, після чого запускається реактивний двигун) здійснюється стисненим повітрям або парогазовою сумішшю.

## Типи і проєкти стратегічних підводних човнів

### Виведені зі складу флотів

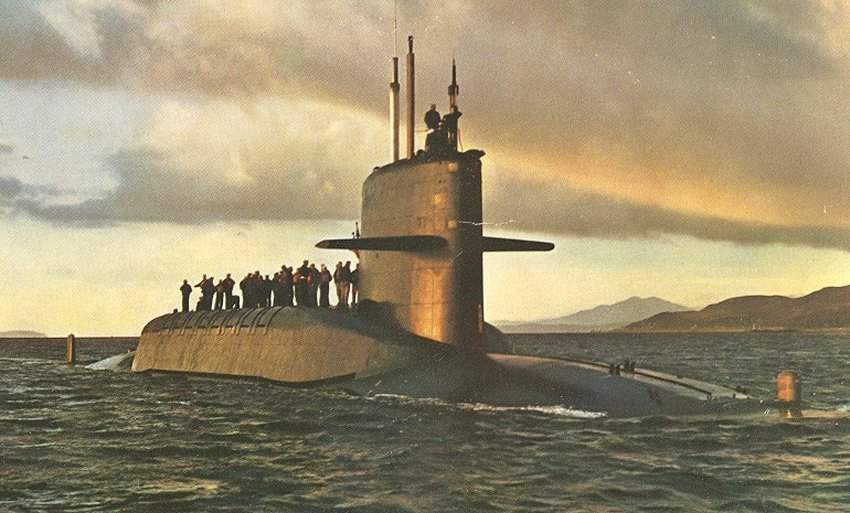
ПЧАРБ «Патрік Генрі» типу «Джордж Вашингтон» повертається з бойової служби. Екіпаж на ракетній палубі. 1960-ті

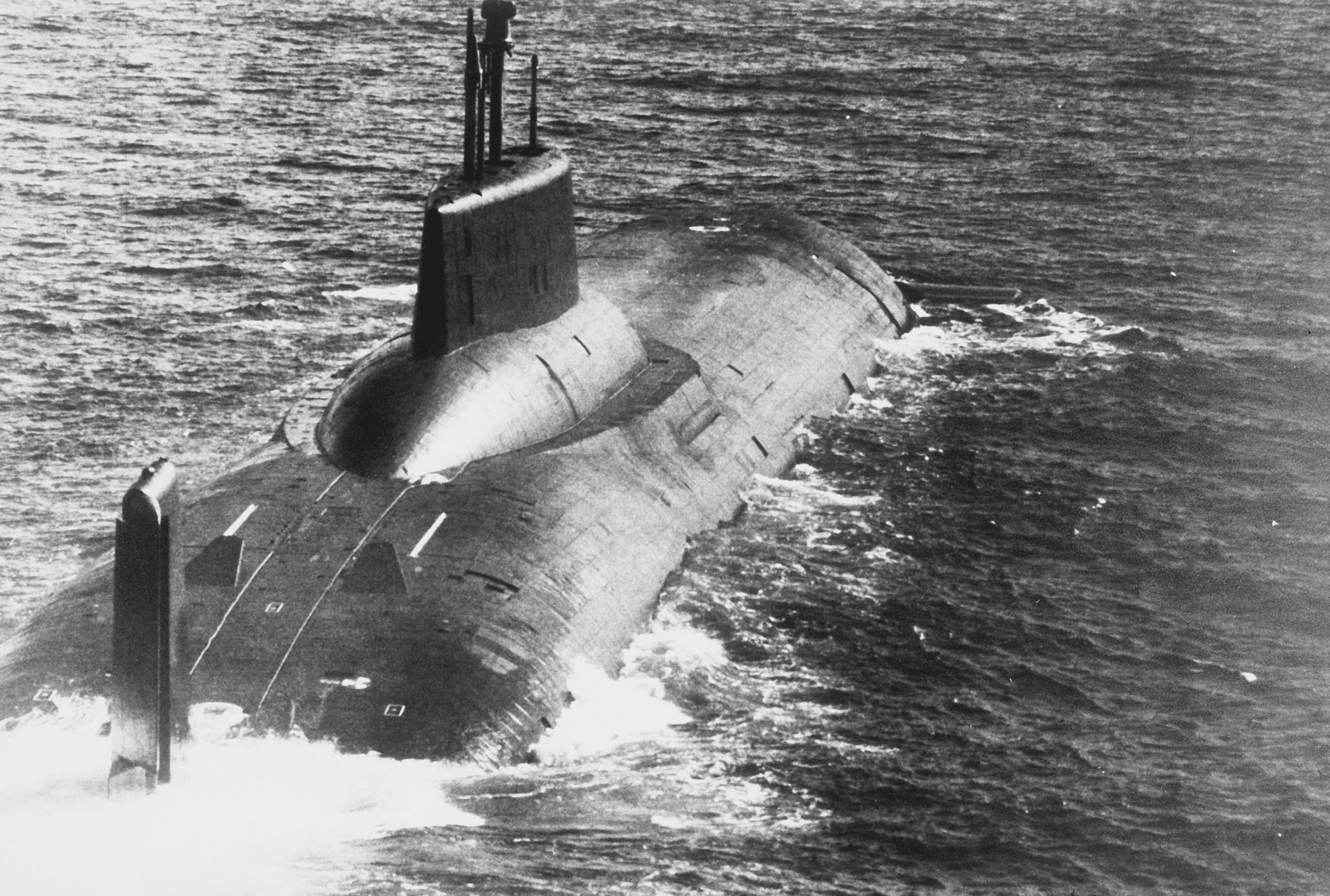
Радянські важкі атомні ракетні підводні крейсери проєкту 941, знані як «Акули», — найбільші у світі підводні човни

- Військово-морські сили США
Підводні човни типу «Джордж Вашингтон» (5 одиниць)
Підводні човни типу «Етен Аллен» (5 одиниць)
Підводні човни типу «Лафаєт» (9 одиниць)
Підводні човни типу «Джеймс Медісон» (10 одиниць)
Підводні човни типу «Бенджамін Франклін» (12 одиниць)
- Військово-морські сили Великої Британії
Підводні човни типу «Резолюшен» (4 одиниці)
- Військово-морські сили Франції
Підводні човни типу «Редутабль» (6 одиниць)
- Військово-морський флот СРСР
Підводні човни проєкту АВ611 (6 одиниць, дизель-електричні)
Підводні човни проєкту 629А (23 одиниці, дизель-електричні)
Підводні човни проєктів 658 і 658М (8 одиниць)
Ракетні підводні крейсери проєкту 667А (34 одиниці)
Ракетні підводні крейсери проєкту 667Б (18 одиниць)
Ракетні підводні крейсери проєкту 667БД (4 одиниці)
Важкі атомні ракетні підводні крейсери проєкту 941 (6, одиниць)
Ракетні підводні крейсери проєкту 667БДР (14 одиниць, з яких 1 переоснащений на носій надмалих підводних човнів)

### Сучасні типи ПЧАРБ (в експлуатації і будуються)

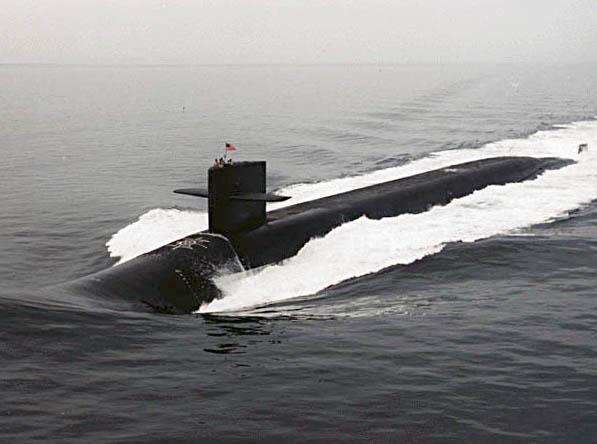
ПЧАРБ «Кентуккі» типу «Огайо» ВМС США

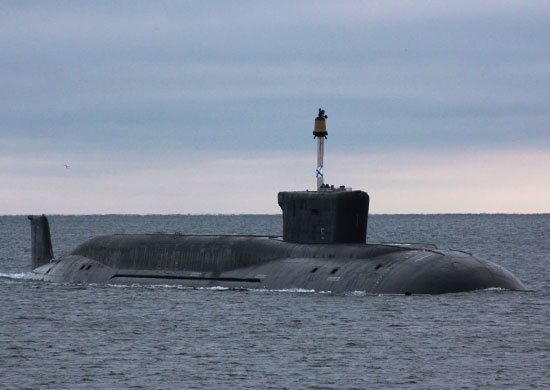
РПКСП «Володимир Мономах» типу «Борей» ВМФ РФ

- Військово-морські сили США
Підводні човни типу «Огайо» — 18 одиниць (з яких 4 переоснащені на ПЧАРК — SSGN)
- Військово-морські сили Великої Британії
Підводні човни типу «Вангард» — 4 одиниці
- Військово-морські сили Франції
Підводні човни типу «Тріумфан» — 4 одиниці
- Військово-морський флот Російської Федерації
Ракетні підводні крейсери проєкту 955 — 8 одиниці (планують збудувати ще 2)
Ракетні підводні крейсери проєкту 667БДРМ — 7 одиниць
- Військово-морський флот Китайської Народної Республіки
Підводні човни проєкту 092 «Ся» — 1 човен
Підводні човни проєкту 094 «Цзинь» — 5 одиниць (планують збудувати ще 8)
- Військово-морські сили Індії
Підводні човни типу «Аріхант» — 1 човен (планують збудувати ще 4)
- Військово-морські сили КНДР
Підводні човни типу «Сінпо» — щонайменше 1 човен

### В стані проєктування і розробки

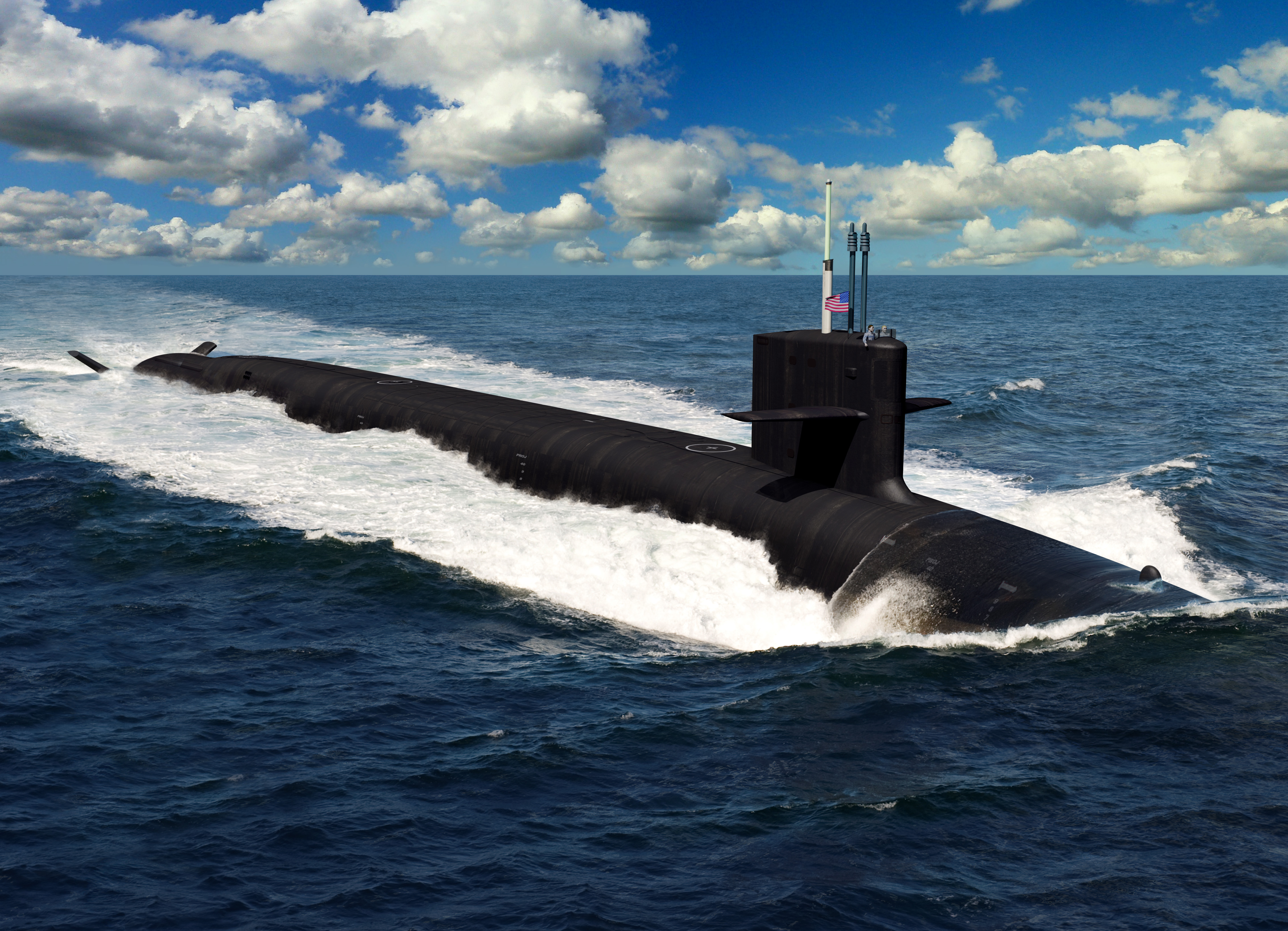
Очікуваний зовнішній вигляд перспективної ПЧАРБ типу «Колумбія» ВМС США

- Військово-морські сили США
Підводні човни типу «Колумбія»[en] (будівництво планують розпочати у 2021, введення до складу флоту в 2031)
- Військово-морські сили Великої Британії
Підводні човни типу «Дредноут» (головний корабель серії закладений у 2016, введення до складу флоту заплановано на початку 2030-х)
- Військово-морський флот Китайської Народної Республіки
Підводні човни проєкту 096[en] (будівництво планують розпочати на початку 2020-х років)

### Порівняльна таблиця основних ТТХ ПЧАРБ
| Країна-розробник | Тип (проєкт)             | Початок (і кінець) експлуатації | Кількість | Водотоннажність надводна/підводна, тонн | Основні розміри довжина/ширина/осадка, м | Потужність енергетичної установки, к. с. | Швидкість ходу надводна/підводна, вузлів | Кількість і тип БРПЧ                        |
| --- | ------------------------ | ------------------------------- | --------- | --------------------------------------- | ---------------------------------------- | ---------------------------------------- | ---------------------------------------- | ------------------------------------------- |
| СРСР | проєкт 611АВ             | 1955–1996                       | 6         | 1830/2600                               | 90,5/7,5/5                               | ДЕУ 4000 / ЕД 5400                       | 17/15                                    | 2 ПУ Р-11ФМ                                 |
| СРСР | проєкт 629 (629А)        | 1959 (1963)–1989                | 23 (14)   | 2820/3553                               | 98,9/8,2/7,5                             | ДЕУ 6000 / ЕД 5600                       | 15,5/12,5                                | 3 ПУ Р-13 (Р-21)                            |
| СРСР | проєкт 658 (658М)        | 1960 (1963)–1991                | 8 (6)     | 4030/5300                               | 114,0/9,2/7,5                            | 35000                                    | 15/26                                    | 3 ПУ Р-21 (Р-27)                            |
| СРСР | проєкт 667А              | 1967–2009                       | 34        | 7766/11500                              | 128,0/11,7/7,9                           | 40000                                    | 15/27                                    | 16 ПУ Р-27 (Р-31)                           |
| СРСР | проєкт 667Б              | 1972–2003                       | 18        | 8900/13700                              | 139,0/11,7/8,4                           | 40000                                    | 16/26                                    | 12 ПУ Р-29                                  |
| СРСР | проєкт 667БД             | 1975–1996                       | 4         | 10500/15750                             | 155,0/11,7/8,6                           | 40000                                    | 15/25                                    | 16 ПУ Р-29Д                                 |
| СРСР | проєкт 667БДР            | 1976                            | 14        | 10600/16000                             | 155,0/11,7/8,7                           | 40000                                    | 14/24                                    | 16 ПУ Р-29Р                                 |
| СРСР | проєкт 667БДРМ           | 1984                            | 7         | 11740/18200                             | 167,0/11,7/8,8                           | 40000                                    | 14/24                                    | 16 ПУ Р-29РМ                                |
| СРСР | проєкт 941               | 1981                            | 6         | 23200/48000                             | 172,0/23,3/11,0                          | 100000                                   | 12/25                                    | 20 ПУ Р-39                                  |
| Росія | проєкт 955               | 2013                            | 3         | 14720/24000                             | 170,0/13,5/10                            | 50000                                    | 15/29                                    | 16 ПУ Р-30 «Булава»                         |
| США | тип «Джордж Вашингтон»   | 1959–1985                       | 5         | 5959/6709                               | 116,3/9,9/6,7                            | 15000                                    | 20/25                                    | 16 ПУ Поларіс А1 (А3)                       |
| США | тип «Етен Аллен»         | 1961–1991                       | 5         | 6400/7900                               | 125,1/9,9/6,7                            | 15000                                    | 20/25                                    | 16 ПУ Поларіс А2 (А3)                       |
| США | тип «Лафаєт»             | 1963–1995                       | 9         | 6650/8250                               | 129,6/10,0/9,6                           | 15000                                    | 20/25                                    | 16 ПУ Поларіс А2 (А3)                       |
| США | тип «Джеймс Медісон»     | 1964–1995                       | 10        | 7250/8250                               | 129,6/10,06/9,6                          | 15000                                    | 20/25                                    | 16 ПУ Поларіс А2 Посейдон С3 Трайдент I С-4 |
| США | тип «Бенджамін Франклін» | 1965–1999                       | 12        | 7250/8250                               | 129,6/10,06/9,6                          | 15000                                    | 20/25                                    | 16 ПУ Поларіс А2 Посейдон С3 Трайдент I С-4 |
| США | тип «Огайо»              | 1976                            | 18        | 16746/18750                             | 170,7/12,8/11,1                          | 70000                                    | 17/25                                    | 24 ПУ Трайдент I С-4 (Трайдент II D-5)      |
| Велика Британія | тип «Резолюшен»          | 1967–1996                       | 4         | 7500/8400                               | 130/10/9,2                               | 25000                                    | 20/25                                    | 16 ПУ Поларіс А3                            |
| Велика Британія | тип «Вангард»            | 1993                            | 4         | 15300/15900                             | 149,9/12,8/12                            | 41500                                    | 20/25                                    | 16 ПУ Трайдент II D-5                       |
| Франція | тип «Редутабль»          | 1971–2007                       | 6         | 8087/8913                               | 128,7/10,6/10                            | 16000                                    | 20/25                                    | 16 ПУ М1, M2, M20 або M4                    |
| Франція | тип «Тріумфан»           | 1997                            | 4         | 12640/14335                             | 138/12,5/10,6                            | 15000                                    | 12/25                                    | 16 ПУ М51                                   |
| КНР | проєкт 092 «Ся»          | 1981                            | 1         | 6500/8000                               | 120/10/8                                 | 78000                                    | 12/22                                    | 12 ПУ Цзюйлан-1                             |
| КНР | проєкт 094 «Цзінь»       | 2004                            | 6         | 9000/11500                              | 140/13/?                                 | 120000                                   | ?/26                                     | 12 ПУ Цзюйлан-2                             |
| Індія | тип «Аріхант»            | 2015                            | 1         | 6000/?                                  | 112/11/10                                | 111000                                   | 15/24                                    | 12 ПУ K-15                                  |
| 1. 2. - Таблиця складена за даними довідників: - Кузык Б.Н., Никольский В.И., Новичков Н.Н. Военные флоты мира. Справочник. — Москва : Национальный центр научно-технической информации, 2005. — 1250 с. — ISBN 5-98384-005-3. |                          |                                 |           |                                         |                                          |                                          |                                          |                                             |